# Augustiniánský klášter v Pivoni
Klášter Pivoň je bývalý augustiniánský klášter přestavěný na zámek ve stejnojmenné vesnici u Mnichova v okrese Domažlice  v Plzeňském kraji. Založen byl ve druhé polovině 13. století a existoval až do zrušení císařem Josefem II. v roce 1787. V 19. století byla klášterní budova upravena na zámek. V polovině 20. století celý zámecký vyhořel, a přes dílčí opravy už nebyl obnoven. Zříceniny budov jsou chráněny jako kulturní památka. V listopadu 2022 byl bývalý klášter s účinností od 1. července 2023 prohlášen národní kulturní památkou.

## Historie
Augustiniánský klášter v Pivoni byl založen ve druhé polovině 13. století, ale první písemná zmínka o něm pochází až z roku 1379. První řeholníci do něj přišli z kláštera svatého Viléma v Bavorsku. Roku 1573 klášter vyhořel a roku 1595 byla zahájena jeho obnova. Během třicetileté války jej v letech 1641 a 1648 vydrancovali Švédové.

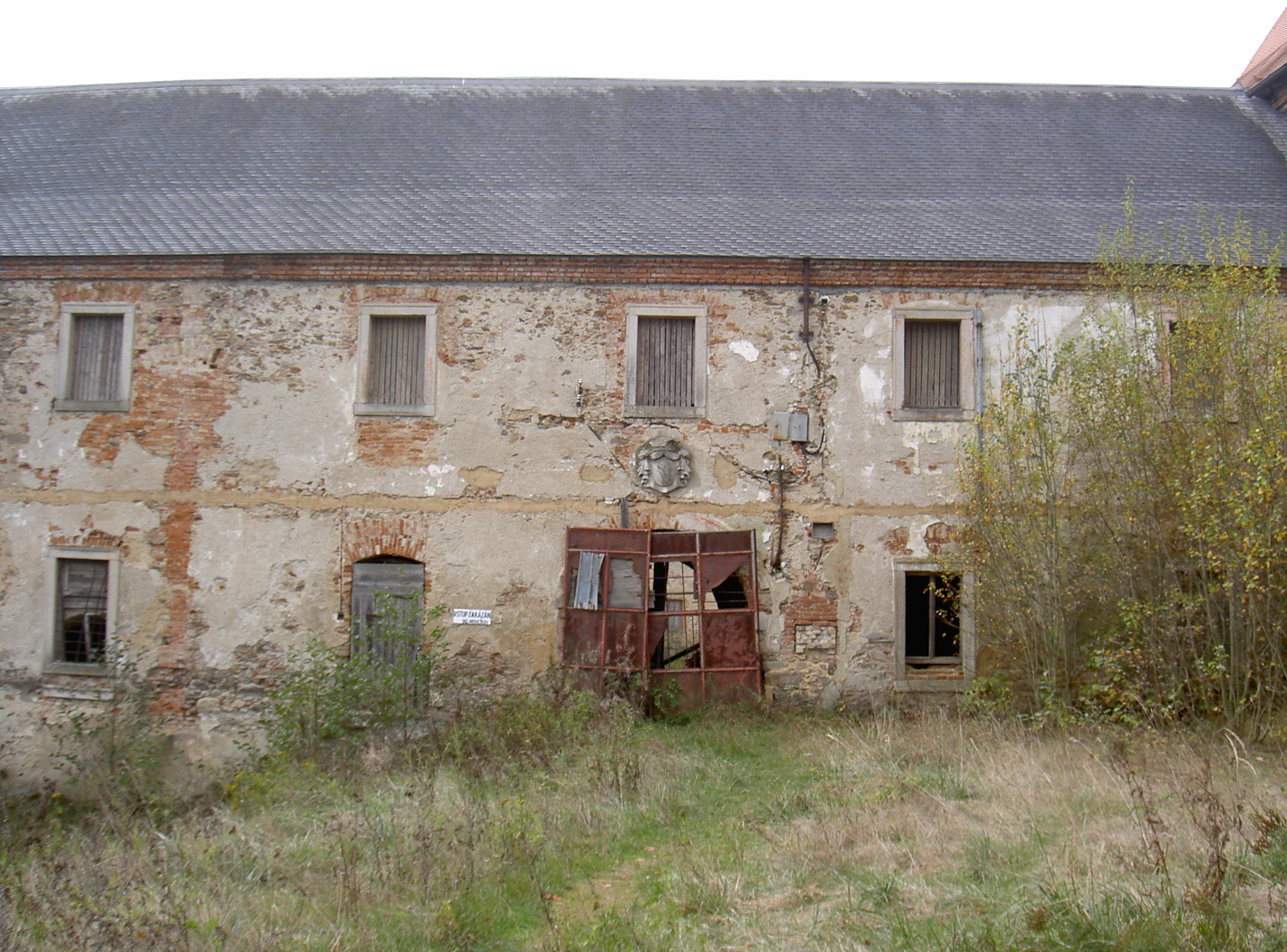
Klášterní budova

Roku 1666 byl postaven nový barokní refektář a roku 1686 byl barokně upraven také klášterní kostel Zvěstování Panny Marie. Dochovaná podoba kláštera je výsledkem rozsáhlejší barokní přestavby z roku 1733 a pozdějších úprav. V letech 1728–1731 pivoňští augustiniáni založili zámek ve Ždánově.
Klášter byl zrušen císařem Josefem II. v roce 1787 a klášterní majetek v hodnotě 141 000 zlatých spravoval náboženský fond. Roku 1800 vše v dražbě koupil pražský advokát Leonard Stöhr a klášterní budovy přestavěl na čtyřkřídlý zámek. Dalším majitelem se roku 1843 stal Leopold Felix z Thun-Hohensteinu, který zámek připojil k poběžovickému panství.
Počátkem 19. století byl klášter přeměněn v zámek o třiceti pokojích. Roku 1864 se klášter dostal do majetku hraběcího rodu Coudenhove-Kalergi, který vlastnil poběžovické panství až do roku 1945. Za první republiky v zámeckém areálu fungovala česká škola, četnická stanice a bylo v něm několik bytů.
Po druhé světové válce bývalý klášter sloužil různým účelům, nebyl však udržován a chátral.Po roce 1948 budovy využívalo místní jednotné zemědělské družstvo, které z kostela udělalo sýpku. V padesátých letech 20. století byla na kostelní věži pozorovatelna pohraniční stráže, jejíž příslušník způsobil roku 1953 odhozeným nedopalkem požár celého areálu. Po požáru bylo ještě téhož roku provedeno statické zajištění zdí kostela, ale k větší opravě došlo až na přelomu sedmdesátých a osmdesátých let, kdy byla postavena nová střecha kostela a opravena věž. Po roce 1990 zahájilo sdružení Aurelius opravy s cílem využívat areál ke kulturním a sociálním účelům, ale stavební práce nebyly dokončeny. Od roku 2002 je v majetku sdružení Aurelius.

## Stavební podoba

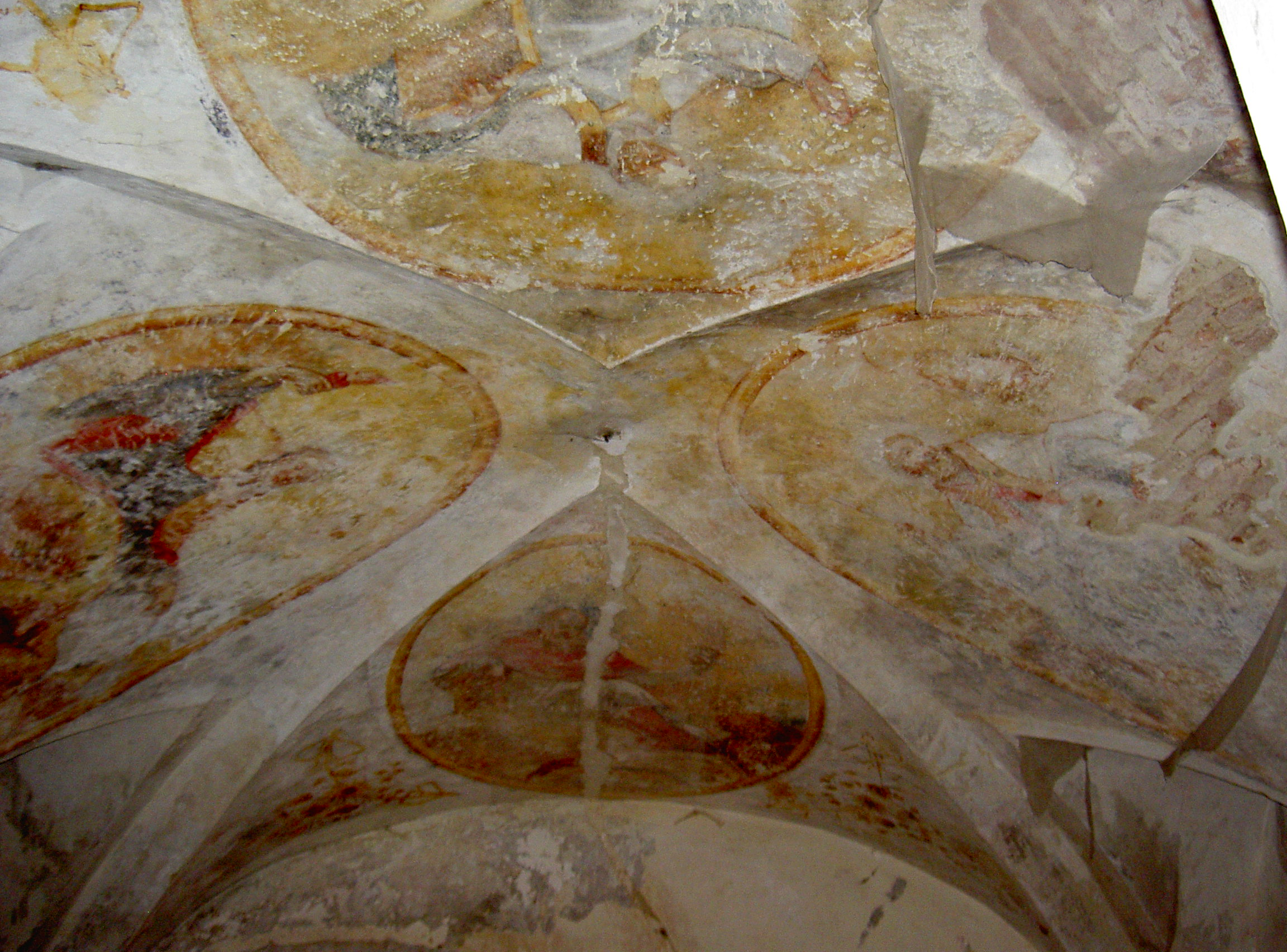
Nástěnné malby

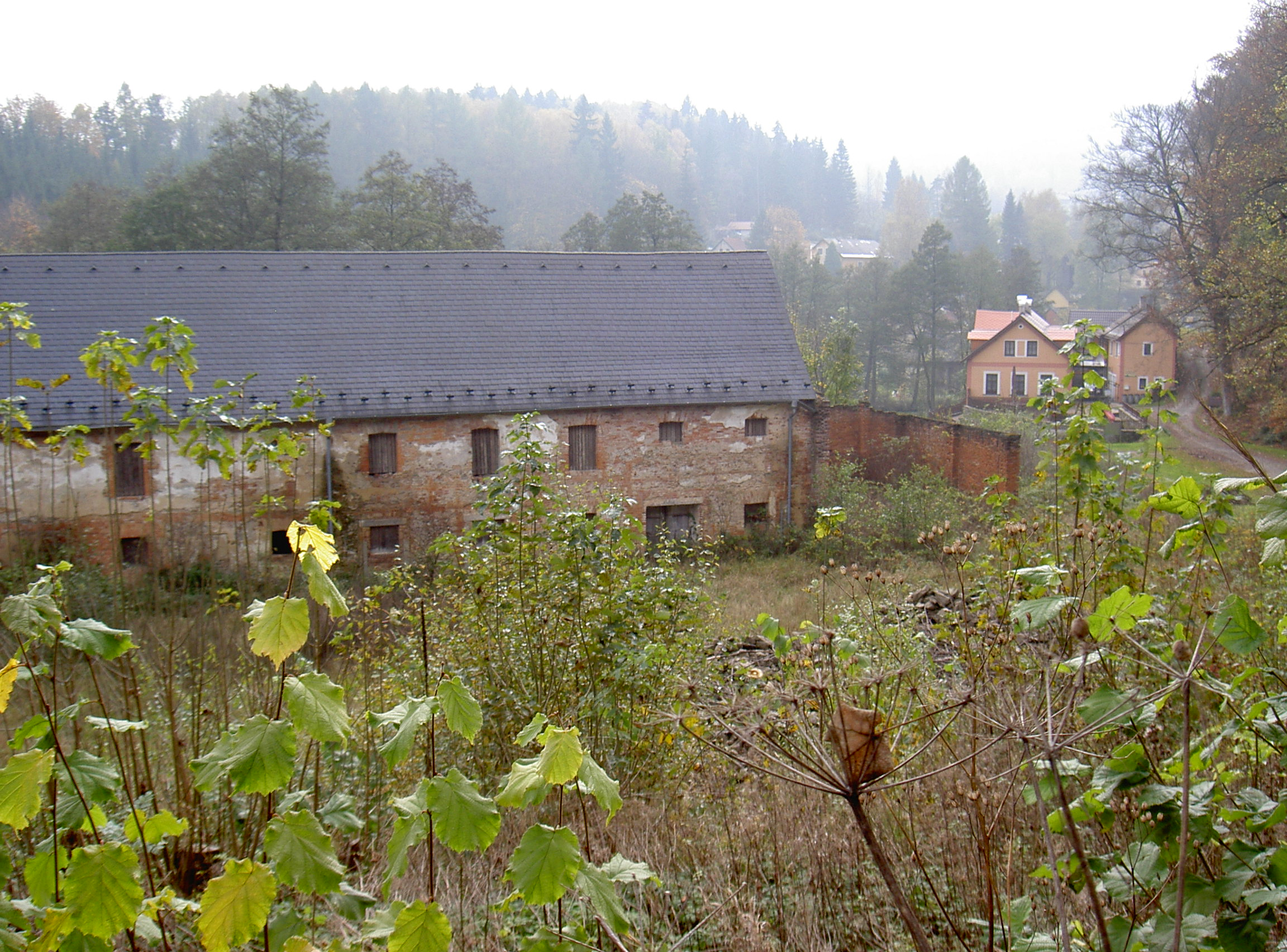
Hospodářské zázemí

Klášterní kostel Zvěstování Panny Marie je jednolodní stavba s podélným, ploše uzavřeným chórem, k němuž na jihu přiléhá dvoupatrová věž. Hlavní loď člení ploché lizény, nesoucí průběžný vlys a hlavní římsu, a pět vysokých obdélných oken v malovaných rámech. V ose jižního průčelí je kamenný pravoúhlý profilovaný portál, původně krytý předsíní. Západní průčelí kostela vystupuje z východního křídla ambitu a je členěno do tří polí, která jsou zakončena vysokým trojúhelným štítem, opatřeným třemi nad sebou řazenými eliptickými okny. V ose přízemí je bohatě profilovaný kamenný portál. Portál doplňují pilastry, nesoucí úseky vlysu s letopočtem 1691 a monogramem JHS (Jesus Hominum Salvator). Na štítu je znak kláštera – planoucí srdce pod mitrou a opatskou berlí. Interiér lodi je přístupný západním portálem, vedoucím do předsíně, opatřené třemi křížovými klenbami. Stěny lodi člení svazkové toskánské pilastry. Klenba má pět polí s lunetovou klenbou. Vítězný oblouk je zdůrazněný pilastry, má půlkruhovou archivoltu a otevírá se do chóru.
Po barokní přestavbě z roku 1733 byl klášter rozdělen do tří dvorů propojených branami. Jeden dvůr sloužil jako hospodářské zázemí, ve druhém stál kostel a ve třetím vlastní klášter, jehož jednopatrové budovy obklopovaly lichoběžný rajský dvůr s kašnou uprostřed. Úpravy z 19. století neměly žádné slohové znaky.
Klášterní kostel Zvěstování Panny Marie je v jádře raně gotický. Z této nejstarší stavební fáze pochází pravoúhlý presbytář s křížovou klenbou se žebry sbíhajícími se do svazkových přípor s bobulovými hlavicemi. K jižní straně presbytáře přiléhá hranolová věž s polygonální nástavbou. Loď bývala zaklenutá valenou klenbou s lunetami, ale po požáru zůstaly stát pouze obvodové zdi.
K památkově chráněnému areálu patří kromě konventu a kostela také hospodářská budova, ohradní zeď s portálem a opěrná zeď.